# Svabhāva
Svabhāva (sanskrit, de sva : propre, et bhāva : nature, essence | pali : sabhāva) désigne, dans l'hindouisme et le bouddhisme, la « nature propre, », « l'existence inhérente » d'un individu ou d'une chose.

## Hindouisme

### Bhagavad-Gita
Le terme est utilisé dans la Bhagavad-Gita : « Mieux vaut pour chacun sa propre loi d'action [svadharma], même imparfaite, que la loi d'autrui, même bien appliquée. On n'encourt pas le péché quand on agit selon la loi de sa propre nature [svabhāva]. »
Selon Aurobindo, « dans la nature, chacun de nous a un principe et une volonté de son propre devenir ; chaque âme est une force de conscience de soi qui formule en soi une idée du Divin et par là dirige son action et son évolution, sa progressive découverte de soi, son expression de soi variée et pourtant constante, sa croissance, incertaine en apparence, mais secrètement inéluctable, jusqu’en la plénitude. C’est notre svabhâva, notre propre nature réelle ; c’est notre vérité d’être qui présentement ne trouve qu’une expression partielle constante en notre devenir divers dans le monde. La loi d’action déterminée par ce svabhâva est notre svadharma, la juste loi selon laquelle nous nous formons nous-même, selon laquelle nous fonctionnons, nous travaillons. ».

## Bouddhisme

### Madhyamaka
Le concept de vacuité (śūnyatā) est central dans la philosophie de Nagarjuna fondateur de l'école Madhyamaka ; il s'agit pour lui d'une vacuité de nature propre ou d'essence (svabhāva-śūnyatā). Le sens du terme svabhāva peut néanmoins varier selon le contexte. Chandrakirti fait notamment une distinction en fonction des Deux Vérités : d'un point de vue conventionnel, le svabhāva des choses existe (par exemple, la chaleur est le svabhāva du feu puisque c'est une propriété invariable), mais d'un point de vue ultime (paramārtha), on ne peut affirmer l'existence ou la non-existence de svabhāva.

### Svābhāvika
Selon Eugène Burnouf : « L'école des Svâbhâvikas est celle des philosophes de la Nature ; mais le mot de Nature ne rend que d'une manière incomplète ce que les Bouddhistes entendent par Svabhâva ; ils y voient à la fois et la Nature qui existe d'elle-même, la Nature absolue, cause du monde, et la Nature propre de chaque être, celle qui constitue ce qu'il est. » D'après les écrits de Brian Houghton Hodgson cette école serait la plus ancienne connue (en 1844) au Népal.

### Madhyamaka
- (en) Jan Christoph Westerhoff, « Nāgārjuna », sur The Stanford Encyclopedia of Philosophy, 2014
- (en) William L. Ames, « The notion of svabhāva in the thought of Candrakīrti », dans Buddhism, 2005 (lire en ligne)